# Nicolás Valencia
Nicolás Valencia (Santiago, 1988) es un arquitecto, editor y columnista chileno.

## Trayectoria
Nacido en Santiago, Valencia estudió arquitectura en la Universidad de Chile, antes de entrar como editor al weblog mexicano ArchDaily, donde actualmente es jefe editorial del mismo.
En 2018 cofundó el proyecto X Formas de Hacer Arquitectura junto a la oficina chilena Taller 25 y ese mismo año fue reconocido por el periódico chileno La Tercera como uno de los "futuros líderes de arquitectura en Chile". En 2019 presentó la inauguración de la XXI Bienal de Arquitectura de Chile junto al arquitecto español Andrés Jaque y participó con 'X Formas de Hacer Arquitectura' en la selección oficial del evento.
En 2020 cofundó el Primer Encuentro Iberoamericano de Comunicadores de Arquitectura (COMA 2020), donde participó junto a la arquitecta española Ariadna Cantís, la curadora española Ethel Baraona y la editora mexicana Andrea Griborio.
En 2022 recibió el Premio Arquitecto Joven, otorgado por el Colegio de Arquitectos de Chile "al arquitecto o arquitecta cuya labor constituya un ejemplo para los arquitectos de su generación".
Futuros Líderes de Arquitectura 2018  Al año siguiente publicó su primer libro de ensayos, Enjundia.
Valencia ha sido columnista del programa radial "Arquitectos al Aire" en Argentina y cofundador de Redes IAAC, un proyecto impulsado por el Instituto de Arquitectura Avanzada de Cataluña sobre "el pensamiento iberoamericano contemporáneo en torno a la ciudad", dirigido por Willy Müller y Ariadna Cantís. Adicionalmente, ha sido profesor invitado en la Escuela Radical en México, la Escola da Cidade en Brasil, la Pontificia Universidad Católica de Chile y la Universidad de Chile.

## Obras

### Libros
- 2023: Enjundia. Editorial Dostercios[7]

### Libros publicados en colaboración
- 2017: Idea Política Pública. Editorial LOCAL[10]
- 2022: X FORMAS de Hacer Arquitectura. Editorial Dostercios[11]

## Reconocimientos
- 2018: Futuros líderes de arquitectura en Chile, por Revista MásDeco[1]
- 2022: Premio Promoción Joven, por Colegio de Arquitectos de Chile[6]